# 久壽
久壽（1154年12月4日~1156年5月18日）是日本的年號之一，指的是仁平之後、保元之前，1154年到1156年這段期間。此時的天皇是近衛天皇與後白河天皇，並由鳥羽上皇實施院政。

## 改元
- 仁平四年十月二十八日（西元1154年12月4日）因厄運而改元。
- 久壽三年四月二十七日（西元1156年5月18日）改元保元。

## 出處
《抱朴子內篇·釋滯》：「然其事在於少思寡欲，其業在於全身久壽，非爭競之醜，無傷俗之負，亦何罪乎？」之句。

## 紀年、西曆、干支對照表
| 久壽       | 元年   | 二年   | 三年   |
| ---------- | ------ | ------ | ------ |
| 儒略曆日期 | 1154年 | 1155年 | 1156年 |
| 干支       | 甲戌   | 乙亥   | 丙子   |